# Cantabrana
Cantabrana es una localidad y un municipio situados en la provincia de Burgos, comunidad autónoma de Castilla y León (España), comarca de La Bureba, partido judicial de Briviesca, ayuntamiento del mismo nombre.

## Geografía
En el valle de las Caderechas bañada por el río del mismo nombre, afluente por la izquierda del río Oca en Terminón.

### Comunicaciones
En la carretera local BU-V-5024 entre Bentretea a levante y Quintanaopio a poniente.

## Demografía
Cantabrana cuenta con una población de 23 habitantes (INE 2024).
| Gráfica de evolución demográfica de Cantabrana entre 1842 y 2021                                                      |
| |
| Población de derecho según los censos de población del INE. Población de hecho según los censos de población del INE. |

## Cultura

### Fiestas patronales
- Santiago Apóstol, su festividad es el 25 de julio. Se celebra ese mismo día y el fin de semana más cercano. Procesión con la imagen del patrón, misa mayor, campeonatos de naipes y verbenas son los actos más reseñables.
- San Roque, su festividad es el 16 de agosto. Se celebra únicamente ese día. Procesión con la imagen del patrón, misa mayor, campeonatos de naipes, concurso de tortillas, concurso de disfraces y verbena son los actos más reseñables.

En ambas festividades se realizan ofrendas de diversos productos que acompañan a los santos en la procesión y que después son subastados entre los asistentes que pujan por los productos ofrendados.

## Historia
Villa, en la cuadrilla de Caderechas, una de las siete en que se dividía la Merindad de Bureba perteneciente al partido de Bureba. jurisdicción de realengo con regidor pedáneo.
A la caída del Antiguo Régimen queda constituida como ayuntamiento constitucional del mismo nombre en el partido  Briviesca , región de Castilla la Vieja , contaba entonces con 204 habitantes.
Posteriormente se integra en Oña.

### Descripción en el Diccionario Madoz
Así se describe a Cantabrana en el tomo V del Diccionario geográfico-estadístico-histórico de España y sus posesiones de Ultramar, obra impulsada por Pascual Madoz a mediados del siglo XIX:

CANTABRANA: villa con ayuntamiento en la provincia, audiencia territorial, capitanía general y diócesis de Burgos (9 ½ leguas), partido judicial de Briviesca (5); Situada en un valle, circundado por las sierras que forman cordilleras con las de Frías y Pancorbo, próximo y a la izquierda del río Caderechano; al abrigo de los vientos, particularmente de los del N; su clima es templado y sano; las enfermedades comunes, son pleuresías y fiebres catarrales. Se compone la población de 110 casas, inclusa la consistorial, construidas de piedra, de un solo piso, y de buena distribución interior, formando calles estrechas y tortuosas, pero limpias, y una plaza pequeña; hay un hospital, que por negligencia, no ofrece a los habitantes el beneficio que el fundador se propusiera; una escuela de instrucción primaria, común a ambos sexos, dotada con 1.400 reales vellones, por una fundación expresa para este establecimiento, que se distingue de otros por la esmerada educación que reciben los discípulos, que en número de 50, concurren a él; 2 fuentes de buenas aguas para el surtido y uso común del vecindario; una iglesia parroquial (Santiago Apóstol) servida por un cura y un sacristán; 2 paseos arbolados, fuera de la población, uno de álamos y otro de chopos, y un cementerio en paraje ventilado. El término confina N Cereceda (1/2 legua); E Tamayo (1/4); S Bentretea (1/4), y O Quintanaopio (1/4); en él se encuentra una ermita arruinada, titulada de San Roque, en la concavidad de una peña, donde se cree, según piadosa tradición, que hizo vida penitente San Vitores. El terreno es en su mayor parte montuoso; el valle, aunque corto, muy productivo; le cruzan y fertilizan el río Caderechano, que nace en el término; el Quintanaopio a ½ cuarto de legua, y el arroyo Forcas, y reunidos desaguan en el Mino, por cerca de Terminón. Los caminos son locales, de herradura, y se hallan en buen estado. El correo se recibe los martes, jueves y domingos de la estafeta de Oña, y se despacha en iguales días. Producciones: trigo blanquillo, cebada, maíz, legumbres, vino chacolí, en cantidad de 4.000 cántaros en un año común, y toda clase de frutas exquisitas; cría ganado lanar y cabrío, pequeño pero muy fino, y se recría el mular; caza abundante de perdices, y escasa pesca. Industria: un molino harinero, 40 telares para tejidos de colchas de lana, manteles, servilletas, paños de mano, etc. y arriería. Comercio: exportación de las manufacturas y artículos sobrantes. Población: 61 vecinos, 204 almas. Capital productivo: 895.200 reales. Imponible: 60.786. Contribución: 5.122 reales 2 maravedíes.
Diccionario geográfico-estadístico-histórico de España y sus posesiones de Ultramar

## Monumentos y lugares de interés
- Ermita de San Roque.
- Paisaje natural del valle de las Caderechas.

### Iglesia parroquial de Santiago Apóstol
Iglesia católica dependiente de la parroquia de Madrid en el Arcipestrazgo de Oca-Tirón , diócesis de Burgos